# قرصعنة مبقعة الأوراق
القِرصَعنة مبقعة الأوراق أو فقاع الجمل (باللاتينية: Eryngium ilicifolium) نوع نباتي عشبي يتبع جنس القِرصَعنة من الفصيلة الخيمية.

## الموئل والانتشار
موطنه الأصلي المغرب العربي وإسبانيا.